# طلال المرعبي
طلال المرعبي من مواليد نهاية عام 1946 هو ابن خالد بيك عبد القادر المرعبي سياسي وزعيم في منطقة عكار شمال لبنان (نائب عن عكار منذ عام 1934). كان لدى خالد بيك ثمانية أطفال ست بنات وولدين خلدون وطلال.   
التعليم: 
• بدأ الدراسة في مدرسة Les Freres في طرابلس 
• انتقل بعد ذلك إلى مدرسة Les Appotres في جونيه كمدرسة داخلية 
• واصل تعليمه في جامعة القديس يوسف في بيروت وحصل على درجة الحقوق في الجامعة العربية. 
• نشط للغاية في شؤون الطلاب: انتخب رئيسا لطلاب شمال لبنان في طرابلس. 
• في عام 1970 أسس نادي عكار للشباب الذي نظم العديد من الأنشطة والفعاليات التعليمية والاجتماعية والصحية والرياضية.  
طلال الذي يشار إليه باسم البيك بالتقاليد والقيادة منذ أن قدم نفسه في انتخابات 1972 وحصل منذ تعيينه وزيراً مرتين (وزير الصحة العامة في عام 1979 ووزير الاقتصاد الوطني في وقت لاحق من نفس العام ).
دخل طلال البرلمان في أبريل عام 1972 وكان أصغر نائب في البرلمان. انتخب أميناً للبرلمان مع أمين الجميل والذي أصبح رئيسا للجمهورية فيما بعد وكمال الأسعد رئيساً للوزراء. في وقت لاحق من نفس العام تم تعيينه كعضو في اللجنة المالية وفي لجنة الشؤون العامة. 
كونه محامياً قدم طلال الكثير من الاقتراحات للقوانين واللوائح وشارك في تنفيذها وكان معظمها يتعلق بشؤون الطلاب وحقوق الطلاب والعمال وتحسين وضع الموظفين الحكوميين. كطرف جديد في العالم السياسي اللبناني طلب طلال باستمرار تغيير النظام وحاول قدر الإمكان احتواء الفساد. 
كانت عكار منطقة فقيرة للغاية تحتاج إلى الكثير من التحسينات وقد قدم طلال بيك ونفذ الكثير من المشاريع من أجل تطوير المنطقة مثل إنشاء طرق جديدة ومرافق المياه ومراكز الهاتف ومشاريع محطات الطاقة وعدد كبير من المستشفيات والمدارس الحكومية. 
في عام 1973 ، تم تعيين طلال كوزير لكن لم يتم اختياره بسبب عمره. 
حدثت الشرارة التي أشعلت الحرب في بيروت في 13 أبريل 1975 عندما قتل مسلحون أربعة من حزب الكتائب خلال محاولة لقتل بيير الجميل. ربما اعتقادًا من القتلة بأنهم فلسطينيون انتقمت الكتائب في وقت لاحق من ذلك اليوم من خلال مهاجمة حافلة تقل ركابًا فلسطينيين عبر حي مسيحي مما أسفر عن مقتل نحو 26 من الفلسطينيين. اندلع القتال في اليوم التالي بشكل جدي حيث حرضت الكتائب ضد المليشيات الفلسطينية (التي يعتقد بعض المراقبين أنها من الجبهة الشعبية لتحرير فلسطين). ساهم التصميم الطائفي لمناطق بيروت المختلفة في القتل العشوائي. بقي معظم سكان بيروت داخل منازلهم خلال هذه الأيام الأولى من المعركة وتخيل القليلون أن قتال الشوارع الذي كانوا يشهدونه كان بداية حرب دمرت مدينتهم وتقسيم البلاد. 
لم تستطع الحكومة أن تتصرف بفعالية لأن الزعماء لم يتمكنوا من الاتفاق على استخدام الجيش أو عدمه لوقف إراقة الدماء. عندما حاول جنبلاط وأنصاره اليساريون عزل الكتائب سياسياً واحتشدت الطوائف المسيحية الأخرى إلى معسكر الجميل مما أدى إلى حدوث خلاف آخر. وبالتالي في مايو 1975 استقال رئيس الوزراء رشيد الصلح وحكومته وتشكلت حكومة جديدة تحت قيادة رشيد كرامي. على الرغم من وجود العديد من الدعوات لاستقالته إلا أن الرئيس فرانجيه احتفظ بثبات بمكتبه. 
سوريا التي كانت تشعر بقلق عميق إزاء تدفق الأحداث في لبنان أثبتت أيضًا أنها عاجزة عن فرض الهدوء عبر الوسائل الدبلوماسية. والأهم من ذلك كله أن الجيش اللبناني الذي بقي عموماً خارج الحرب بدأ يظهر علامات على الفصائل وهدد باستخدام سلاحه الثقيل في الصراع. 
في ضوء الأحداث الأخيرة أنشأ طلال بيك حزب المعارضة الوطني «جبهة المواجهة الوطنية» الذي احتضن أعضاء من جميع الأديان من أجل الإصرار على الحفاظ على الوحدة الوطنية بين اللبنانيين لأن طلال كان مؤمناً قوياً في وحدة مستقلة وموحدة.
كان لهذا الحزب سلطة سياسية وقوة عسكرية كانت تستخدم فقط لحماية الممتلكات المدنية ومواطني عكار. دافع طلال عن الاستقلال اللبناني ضد مؤامرة الانقسام التي حاول العديد من الدول الأجنبية فرضها في ذلك الوقت. 
في عام 1976 أنهى مؤتمر الرياض الذي تلاه اجتماع للجامعة العربية في القاهرة في أكتوبر عام 1976 الحرب الأهلية اللبنانية رسميًا على الرغم من أن الأسباب الكامنة لم يتم التخلص منها بأي حال من الأحوال توقفت الحرب الشاملة. ولكن كان وجود سوريا في لبنان شرعياً من خلال قيام جامعة الدول العربية بإنشاء قوة الردع العربية في أكتوبر 1976. 
كان طلال بيك ضد تدخل الفلسطينيين في الشؤون اللبنانية وعارض مع شخصيات فلسطينية في العديد من القضايا وبالتالي اضطر للاختباء في عكار شمال لبنان لفترة من الوقت. عمل بجد مع الشخصيات الوطنية لوقف الحرب والسماح بدخول قوة الردع وحضر الاجتماعات في الرياض في عام 1976. 
في عام 1979 تم تعيينه وزيراً للاقتصاد الوطني ووزيرًا للصحة العامة في ظل حكومة رئيس الوزراء سليم الحص التي كانت حكومته صغيرة تضم 14 وزيراً فقط. وقد حقق نجاحًا كبيرًا في كلتا الوزارتين وكان قريبًا جدًا من الرئيس إلياس سركيس. 
كوزير للصحة العامة كان اهتمامه الرئيسي هو تحسين مركز العمليات من أجل تنفيذ عمليات القلب المفتوح في مستشفى الجامعة الأمريكية لأول مرة في لبنان وقامت الوزارة بموجب أمر صاحب السعادة (طلال بيك) بالتبرع بـ 6 ملايين ليرة لبنانية لكل مريض يعمل في القلب المفتوح حيث تم تخفيض التكاليف ولن يضطر المرضى للسفر إلى الخارج لتشغيل أنفسهم.
كوزير للاقتصاد الوطني عمل على تعزيز الاقتصاد من خلال إنشاء علاقات قوية وتعاون جيد مع غرفة التجارة والصناعة. 
عين وزيراً للمرة الثانية وواصل العمل في واجباته الوطنية ولم يفرق بين الشعب اللبناني ؛ وقد خدم الجميع مسيحيين أو مسلمين بلا استثناءات ، وخدم جميع المناطق وخاصة كل ما يتعلق بالأمور الصحية. 
في وقت لاحق من ذلك العام كانت هناك خلافات مع بعض القادة السوريين واضطر إلى مغادرة البلاد متوجهاً إلى باريس حيث مكث هناك لمدة عامين تقريبًا.
مع انتخاب بشير الجميل رئيساعاد المرعبي للمساعدة في استعادة شرعية الحكومة. كان طلال والعديد من الشخصيات الأخرى يعملون على الحفاظ على موقفهم المحايد بعد اغتيال الرئيس الجميل وتم تقسيم البلاد مرة أخرى. 
في عام 1989 ذهب مع نواب آخرين إلى اتفاق الطائف في المملكة العربية السعودية ، وانتخب عضوًا في لجنة كتابة الدستور الجديدة. وعمل بجد مع الرئيس حسين الحسيني والأعضاء الستة عشر الآخرين من أجل الوصول إلى التعديلات الدستورية اللازمة التي يجب إجراؤها في سياق سياسي تباركه المملكة العربية السعودية والدول العربية والولايات المتحدة. 
أصر طلال على العودة إلى لبنان بعد اتفاق الطائف ورفض الذهاب إلى مكان آخر بغض النظر عن جميع التهديدات التي تلقاها وعاش مع عائلته.   
تم تعيين طلال بيك كرئيس للوزراء بعد أن أبلغه الرئيس إلياس الهراوي بالموافقة وحدث تدخل سوري في اللحظة الأخيرة ومنعه من التعيين. 
أثناء وجوده في الطائف تم تقديم طلال إلى الرئيس رفيق الحريري من خلال الرئيس رينيه معوض. كان طلال المرعبي عضوًا نشطًا في لم الشمل الإسلامي مع المفتي الشيخ حسن خالد وعمل مع الرئيس الحريري بعد انتخابه رئيسًا للوزراء في مشاريع شركة سوليدير . 
على مدار السنين استمر طلال المرعبي في عمله وكان صديقًا ومحبوبًا من قِبل الجميع بسبب شخصيته الرقيقة والمفيدة والداعمة. وفقًا لمجموعة طلال كان الفساد غير مبرر وبذل قصارى جهده لمحاربة الفساد في الطبقة السياسية وكان هذا أحد أهم أولوياته ولهذا السبب لم يسيء استخدام سلطته لكسب المال بينما كان يفعل الآخرون. صحيح أنه جاء من عائلة ثرية لكنه كان مؤيدًا لقضية مكافحة الفساد. 
تقدم إلى انتخابات 1992 في شمال لبنان وانتخب بعدد كبير من الأصوات. في عام 1996 تم إعادة انتخابه وحصل على أكبر عدد من الأصوات بين المنافسين.
بعد الانتخابات أنشأ الحزب الوطني المستقل (التكافل الوطني المستقل) مع مجموعة من النواب والوزراء مثل الوزير سليمان فرنجية والوزير طلال أرسلان والشيخ الخازن وغيرهم. قدم العديد من المقترحات للقوانين والتنظيم من أجل تحسين المجتمع مع بعض زملائه مثل بطرس حرب ، وخاتشيك بابيكيان ومحمد بيضون. 
ترأس لجنة المهاجرين البرلمانية وكذلك لجان الصداقة اللبنانية - الإيطالية واللبنانية اليابانية. 
في عام 2000 تقدم إلى الانتخابات مع نفس الحلفاء لكن الضباط السوريين بذلوا قصارى جهدهم لإخفاقه في استخدام كل أنواع الأساليب مثل تهديده وسجن مؤيديه ومع كل ذلك كان الفرق ضئيلاً. حافظ طلال المرعبي على مكانته كقائد في المنطقة ولا يزال يمارس حياته السياسية بسبب العلاقات القوية التي أقامها مع الكثير من المسؤولين الحكوميين والمعروف أنه رجل العدل والمساواة والإنصاف. 
في 14 أكتوبر 2012 تم إطلاق حركة القرار اللبناني من قبل طلال المرعبي وكان حفل الإطلاق رمزي ووحيد من نوعه حيث جلس القساوسة والشيوخ المسلمين بجانب بعضهم البعض في الحفل في إشارة إلى الوحدة العامة باعتبارها واحدة من الأهداف الرئيسية للحركة. كما تم التركيز بشدة على دور المرأة في المجتمع  وأنها موجودة للقيادة بدلاً من أن تكون مقادة.